# Acantholimon
Genre
Acantholimon est un genre végétal de la famille des Plumbaginaceae.